# Inseparables
Inseparables ist eine argentinische Tragikomödie von Marcos Carnevale aus dem Jahr 2016 und eine Neuverfilmung des französischen Werks Ziemlich beste Freunde aus dem Jahr 2011.

## Handlung
Felipe (Martínez) ist ein querschnittsgelähmter Millionär. Er ist nur noch vom Hals aufwärts beweglich und ist das Mitleid seiner Umwelt leid. Er befördert seinen Gartenhelfer Tito, einen typischen Schwätzer und Aufschneider aus Buenos Aires, zum Vollzeit-Assistenten, obwohl diesem sowohl Erfahrung als auch Lust abgehen, sich um seinen Arbeitgeber zu kümmern und ihm beim Essen und Waschen zu helfen. Tito, der ein ausgesprochen dysfunktionales Familienleben hat, bringt jedoch mit Mut, Respektlosigkeit und der Fähigkeit zum Vergnügen Eigenschaften mit ein, die seinen Vorgängern abgingen. Das Verhältnis der beiden gestaltet sich anfangs schwierig, da sie aus unterschiedlichen sozialen Schichten kommen, jedoch kommen sie sich über die Zeit freundschaftlich näher.

## Produktion

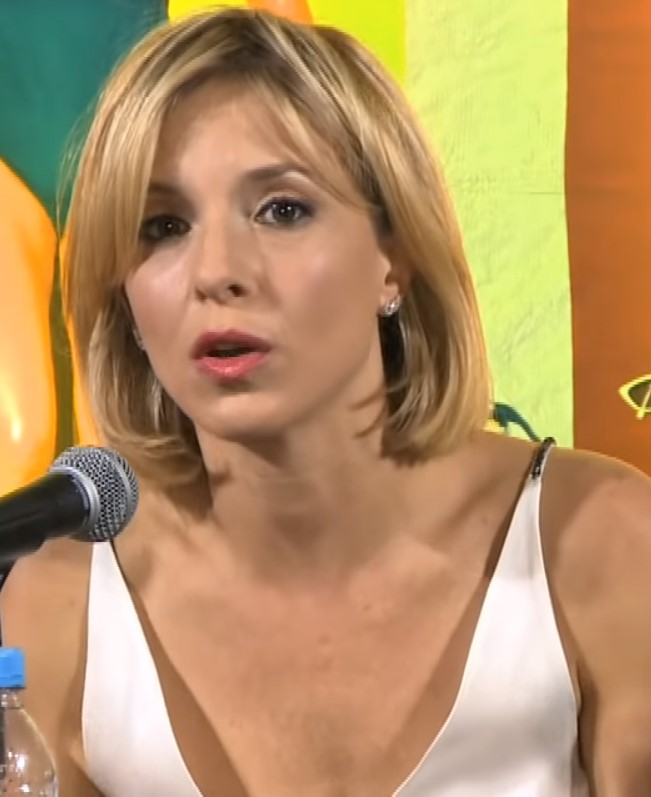
Darstellerin Carla Peterson

Regie und Drehbuch stammen von Marcos Carnevale. Es handelt sich um eine Neuverfilmung der international erfolgreichen französischen Komödie Ziemlich beste Freunde (Intouchables) von Olivier Nakache und Éric Toledano aus dem Jahr 2011, deren Grundlage wiederum die Autobiographie Le second souffle des seit einem Sportunfall querschnittgelähmten ehemaligen Pommery-Geschäftsführers Philippe Pozzo di Borgo bildet. Die Hauptrollen übernahmen Oscar Martínez als querschnittgelähmter Felipe (in der Vorlage verkörpert von François Cluzet) und Rodrigo de la Serna als unkonventioneller Pfleger Tito (in der Vorlage Omar Sy). In weiteren Rollen sind u. a. Carla Peterson und Alejandra Flechner zu sehen.
Hinsichtlich verschiedener Merkmale, Eigenschaften und Dialoge wurden in der argentinischen Umsetzung einige Änderungen gegenüber dem französischen Original vorgenommen.

## Rezeption
Regisseur Carnevale erzähle die Geschichte flüssig und das Miteinander der beiden Hauptprotagonisten funktioniere geschmeidig, vermerkt Diego Batlle in La Nación. Im Gegenzug greife der Film jedoch oft auf plumpe und unterstrichene Gegensätze zurück sowie auf eine übersteigerte Sentimentalität und auf eine Art der bombastischen Untermalung mit Musik, die es eher im argentinischen Kino drei oder vier Jahrzehnte früher gegeben habe. Letzten Endes sei Inseparables jedoch ein Film, der mit anständigen Mitteln funktioniere und am Ende Spaß mache. Auch bei der australischen Filmzeitschrift FilmInk wurde die starke Chemie der beiden Hauptdarsteller betont, die den Zuschauer bis zum Ende des Films motiviert halte. Bei Rotten Tomatoes beträgt die „Audience Score“ (bei unter 50 Bewertungen) 64 Prozent.
Im Rahmen der Internationalen Filmfestspiele von Venedig 2016 wurde der Film für die Sektion Il Cinema nel Giardino ausgewählt.